# Chiến tranh Cách mạng Pháp
Chiến tranh Cách mạng Pháp là một loạt các cuộc xung đột lớn diễn ra từ năm 1792 đến năm 1802, giữa chính phủ Cách mạng Pháp với nhiều quốc gia châu Âu. Nhờ vào tinh thần cách mạng Pháp và những đổi mới về mặt quân sự, quân đội Cách mạng Pháp đã đánh bại các khối liên minh của đối phương trong các chiến dịch và mở rộng quyền kiểm soát của nước Pháp lên với các quốc gia Vùng đất thấp, Ý và vùng Rhineland. Các cuộc chiến này huy động đến một số lượng khổng lồ các binh sĩ, chủ yếu là do sự áp dụng chế độ cưỡng bách tòng quân số lượng lớn hiện đại.
Chiến tranh Cách mạng Pháp thường được chia ra làm Chiến tranh Liên minh thứ nhất (1792—1797) và Chiến tranh Liên minh thứ hai (1798—1801), mặc dù nước Pháp vẫn trong tình tranh chiến tranh với Vương quốc Anh trong suốt thời gian từ năm 1793 đến 1802. Cuộc chiến kết thúc bằng Hòa ước Amiens ký năm 1802, nhưng rồi ngay sau đó chiến sự lại tiếp tục khi cuộc chiến tranh Napoleon nổ ra. Hòa ước Amiens vẫn thường được xem như mốc đánh dấu kết thúc cuộc chiến tranh Cách mạng Pháp, cho dù có một số sự kiện khác xảy ra trước và sau năm 1802 đã được cho là thời điểm bắt đầu của Chiến tranh Napoleon.